# Otheostethus melanurus
Otheostethus melanurus là một loài bọ cánh cứng trong họ Cerambycidae.